# 呼圖克圖
呼圖克圖（蒙古语：ᠬᠤᠲᠤᠭᠲᠤ；藏語：ཧོ་ཐོག་ཐུ།，威利转写：ho thog thu，藏语拼音：Hotogtu；又作“呼土克图”、“胡土克圖”）是清朝及中华民国初年对一部分高级藏传佛教转世喇嘛所封的职衔，其地位仅次于达赖喇嘛、班禅额尔德尼，高於一般的轉世喇嘛，這一职衔現已不存在。清朝时是五等喇嘛职衔中的最高等。

## 词语沿革
蒙古语“呼图克图”最初的意思是“福有、有福的”，派生自ᠬᠤᠲᠤᠭ/хутаг（hütüg，“福、禄”）。呼圖克圖是蒙古语“ᠬᠤᠲᠤᠭᠲᠤ/хутагт”的汉语音译。随着藏传佛教传入蒙古各部，“呼图克图”逐渐变为一种藏传佛教高僧职衔。因为在不同时期该词的意思有变化，所以该词在各类汉语书籍中有“圣者”、“有寿”、“化身”等不同意译。现分别述之。

### 八思巴「圣者」
13世纪中期，藏传佛教萨迦派建立了和元朝的关系。第五代萨迦派祖师八思巴被元朝封为国师、帝师、大宝法王，管理元朝全国的佛教以及藏族地区的事务。蒙古语把“八思巴”译成“呼图克图”，并合称“呼图克图八思巴”或者“八思巴呼图克图”。这令“呼图克图”一词获得了新的含义，与藏语“八思巴”、汉语“圣者”互译，成为了一个佛教术语。
元朝有14位来自藏区的高僧担任过帝师。其中除了“八思巴”一词意为“呼图克图”并且有合称外，其他各位帝师无论名字的含义还是名字前后都无“呼图克图”。

### 名号
1578年5月，漠南蒙古土默特部阿勒坦汗授予索南嘉措“达赖喇嘛”封号，授予东科尔呼毕勒罕喇嘛“呼图克图”封号。这是首次赐予转世喇嘛“呼图克图”封号。在这些封号前，还经常冠有“迈达里（梵语Maitreya，即弥勒佛/未来佛）”、“满珠锡里（梵语Manjusri，即文殊菩萨）”或“瓦齐尔巴呢（梵语Vajirapani，即金刚手菩萨）”。可见，呼图克图作为佛或菩萨的化身，其宗教地位高于一般的转世喇嘛。

### 职衔
到了清朝，中央政府册封了许多藏传佛教喇嘛，除达赖喇嘛、班禅额尔德尼外，依次还有呼图克图、诺门罕、班智达、堪布、绰尔济以及国师、禅师等。《钦定理藩院则例》的“呼图克图职衔名号定制”中称：“凡呼图克图、诺门罕、班第达、堪布、绰尔济系属职衔。国师、禅师系属名号。”可见在清朝，“呼图克图”是上述五个职衔中最高的一等。

## 清朝册封情况

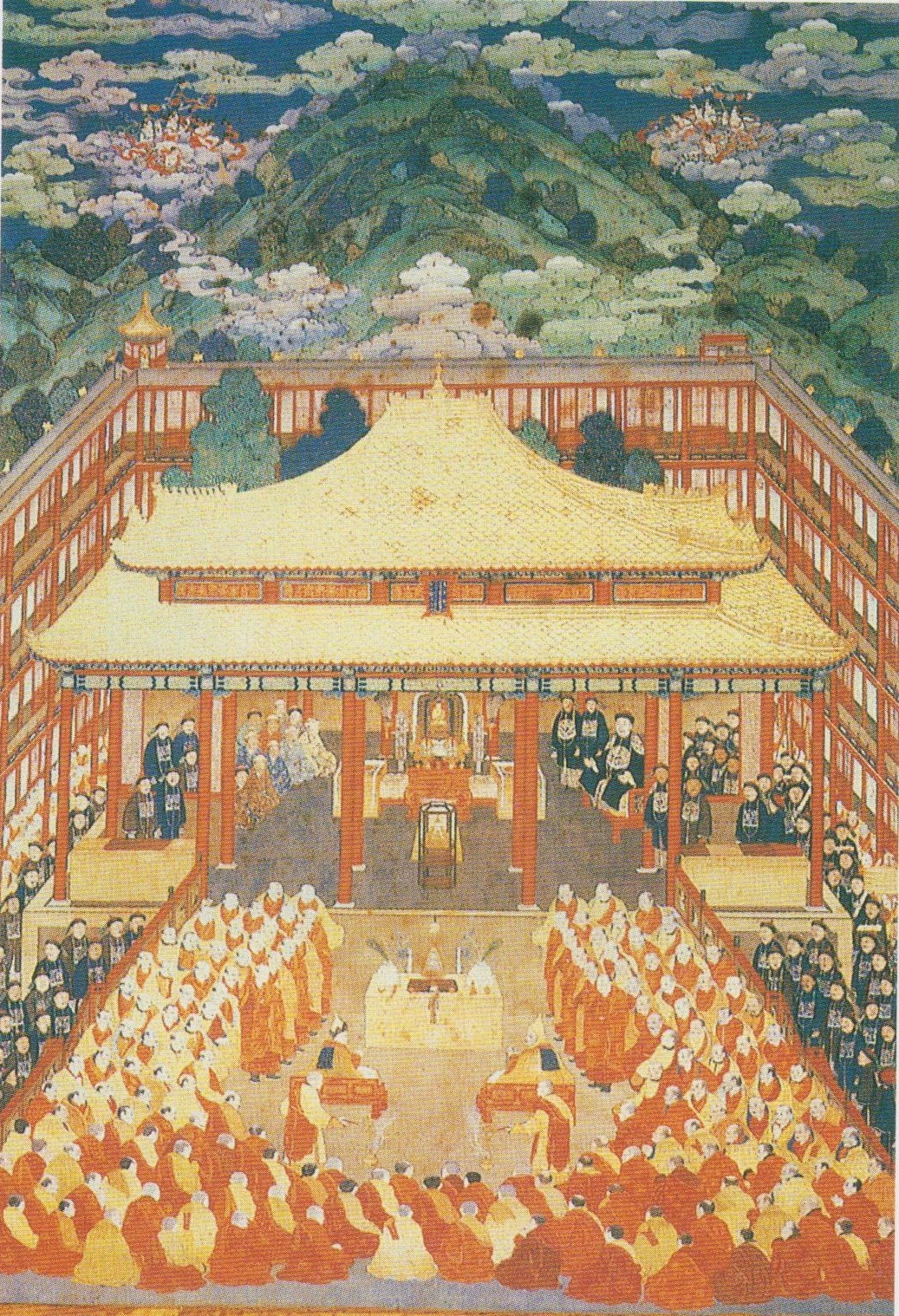
在承德避暑山庄的第三世哲布尊丹巴呼图克图

“呼图克图”这一职衔的授封权力掌握在清廷或达赖喇嘛、班禅额尔德尼手里。凡属“呼图克图”者，均载于理藩院的册籍，且其转世须经清朝中央政府的承认和加封。清朝共有158位呼圖克圖在理藩院註冊。

## 中華民國册封情况
中華民國初年仍承认清朝所封的呼图克图的封号。中华民国袁世凱政府于1912年8月公布《蒙古待遇条例》规定：“蒙古各地呼图克图、喇嘛等原有之封号,概仍其旧。”此后又相继颁布了《各呼图克图第一次来京川资条例》、《喇嘛洞礼经班事宜》等。中华民国政府还对章嘉呼图克图等一大批呼图克图加封名号、赐予银钱。

## 呼圖克圖的轉世

### 清朝
由于地位重要，故清朝对“呼图克图”的转世进行了一系列规定。
首先，由於“呼图克图”均為朝廷所封，所以其轉世由朝廷保障。光绪朝《钦定大清会典》载《钦定理藩部則例·卷五十八 喇嘛事例三·增纂·指認呼弼勒罕定制》：
一、各處之呼圖克圖及舊有之大喇嘛等圓寂後，均准尋認呼弼勒罕，其無名小廟坐床，從前並未出有呼弼勒罕之尋常喇嘛已故後，均不准尋認呼弼勒罕。
其次，“呼图克图”的轉世靈童（清朝稱之爲“呼畢勒罕”或“呼必勒罕”、“呼弼勒罕”）認定須通過金瓶掣签。
乾隆帝1792年在《喇嘛说》中称，“其呼土克图之相袭，乃以僧家无子，授之徒，与子何异，故必觅一聪慧有福相者，俾为呼必勒罕。即汉语‘转世化生人’之义。幼而习之，长成乃称呼土克图。”清朝梁章鉅 《称谓录·喇嘛》：“当呼必勒罕未出之前，彼教于佛前诵经祈祷，广为访觅，各指近似之幼孩，于佛前纳穆吹忠，择一聪慧有福相者定为呼必勒罕，幼而习之，长成乃称呼土克图，传袭其号，以掌彼教。” 
自乾隆朝起規定，“呼图克图”的“呼畢勒罕”须通过清廷主持的金瓶掣签来确定。此前，呼圖克圖的轉世一般通過占卜等方式確定。這些方法容易被人爲操控，以致弊端叢生。《喇嘛说》對於此种弊端多有揭露，比如該文稱，“又从前哲布尊丹巴呼土克图圆寂后，因图舍图汗（土謝圖汗）之福晋有妊，众即指以为哲布尊丹巴呼土克图之呼必勒罕，及弥月，竟生一女，更属可笑。蒙古资为谈柄，以致物议沸腾，不能诚心皈信。”
爲此，乾隆帝在《喇嘛说》中稱已下旨規定包括呼图克图在内的大喇嘛轉世金瓶掣簽辦法，
是以降旨，藏中如有大喇嘛出呼必勒罕之事，仍隨其俗。令拉穆吹忠四人，降神誦經，將各行指出呼必勒罕之名書籤，貯於由京發去之金奔巴瓶內，對佛念經，令達賴喇嘛或班禪額爾德尼，同駐藏大臣，公同簽掣一人，定為呼必勒罕。雖不能盡除其弊，而較之從前，各任私意指定者，大有間矣。又各蒙古之大呼必勒罕，亦令理藩院行文，如新定藏中之例，將所報呼必勒罕之名，貯于雍和宮佛前安供之金奔巴瓶內，理藩院堂官會同掌印之札薩克達喇嘛等，公同簽掣，或得真傳，以息紛競。
1793年《欽定藏內善後章程》中稱，
關於尋找活佛及呼圖克圖的靈童問題，依照藏人例俗，確認靈童必問卜於四大護法，這樣就難免發生弊端。大皇帝為求黃教得到興隆，特賜一金瓶，今後遇到尋認靈童時，邀集四大護法，將靈童的名字及出生年月，用滿漢藏三種文字寫於籤牌上，放進瓶內，選派真正有學問的活佛，祈禱七日，然後由各呼圖克圖和駐藏大臣在大昭寺釋迦佛像前正式認定。假若找到的靈童僅只一名，亦須將一個有靈童名字的籤牌，和一個沒有名字的籤牌，共同放進瓶內，假若抽出沒有名字的籤牌，就不能認定已尋得的兒童，而要另外尋找。達賴喇嘛和班禪額爾德尼像父子一樣，認定他們的靈童時，亦須將他們的名字用滿漢藏三種文字寫在籤牌上，同樣進行，這些都是大皇帝為了黃教的興隆，和不使護法弄假作弊。這個金瓶常放在宗喀巴佛像前，需要保護淨潔，並進行供養。
光緒朝《钦定大清會典》理藩院部分称：
以黃教行于蒙古、唐古特者曰喇嘛：凡喇嘛，有駐京喇嘛，有藏喇嘛，有番喇嘛，有遊牧喇嘛。凡喇嘛有行者，能以神識轉生於世曰呼畢勒罕，皆入名於奔巴金瓶而掣定焉。有證，則疏聞以候欽定。頒喇嘛之禁令。
但是實際上呼圖克圖轉世使用金瓶掣簽認定轉世靈童的次數並不多。

### 中華民國大陸時期
1936年2月10日制定的《喇嘛轉世辦法》中稱，
第二條 達賴喇嘛，班禪額爾德尼，哲布尊丹巴呼圖克圖，暨各處向來轉世之呼圖克圖，諾們汗，班第達，堪布，綽爾濟呼畢勒罕喇嘛等圓寂後，均准尋認呼畢勒罕，其向不轉世之喇嘛圓寂後，均不准尋認呼畢勒罕。

……

第五條 依照前條規定掣定之一人，即為某某喇嘛之呼畢勒罕，由掣定人員報請蒙藏委員會查核轉呈備案，並咨行該管長官轉飭知照。

第六條 前條所稱某某喇嘛之呼畢勒罕，應依照左列手續將呼畢勒罕字樣裁撤，始為次輩某某喇嘛。

- 一、達賴喇嘛、班禪額爾德尼，哲布尊丹巴呼圖克圖之呼畢勒罕掣定後，由該地方最高行政機關呈請中央派大員前往照料坐床，即於坐床之日，將其呼畢勒罕字樣裁撤。
- 二、章嘉呼圖克圖，噶勒丹錫埒圖呼圖克圖，敏珠爾呼圖克圖，濟嚨呼圖克圖，那木喀呼圖克圖，阿嘉呼圖克圖，喇果呼圖克圖，察罕達爾漢呼圖克圖及其他駐京各呼圖克圖之呼畢勒罕掣定後，均於各該喇嘛到京覲見國民政府主席由蒙藏委員會呈奉核准之日，將其呼畢勒罕字樣裁撤。
- 三、駐紮蒙藏等處之呼圖克圖，諾們汗，班第達，堪布，綽爾濟之呼畢勒罕掣定後，非俟各該喇嘛年至十八歲，經該管地方最高行政機關或盟長查明屬實，報請蒙藏委員會呈奉核准後，不得將其呼畢勒罕字樣裁撤。

## 达赖、班禅赐封以及活佛獲封呼图克图的情况
除了清朝及中华民国中央政府所封的“呼图克图”职衔外，达赖喇嘛、班禅额尔德尼自清朝末期之后也将“呼图克图”作为名号封给藏传佛教活佛。比如清末民初三世策墨林由于任西藏摄政时功绩卓著，故被达赖喇嘛赐封“呼图克图”。民国35年（1946年）初，摄政达扎活佛在“西藏国民大会”上自封“杰布呼图克图”名号，开创了西藏历史上自封呼图克图的先例。寧瑪派活佛噶热喇嘛来到中国内地后，國民政府允其以“诺那呼图克图”名號成立駐京辦事處。
一些并不属于任何活佛系统的高级喇嘛，也获得了“呼图克图”之号。比如九世班禅额尔德尼在自己49岁的发运年时，授予达巴·洛桑丹增·晋美旺秋“班智达热呼图克图”封号，但达巴实际上并非活佛。